# Truxton (Missouri)
Truxton – wieś w Stanach Zjednoczonych, w stanie Missouri, w hrabstwie Lincoln.